# Каратінга (мікрорегіон)

Каратінга на карті штату Мінас-Жерайс

Каратінга (порт. Microrregião de Caratinga) — мікрорегіон в Бразилії, входить в штат Мінас-Жерайс. Складова частина мезорегіону Валі-ду-Ріу-Досі. Населення становить 247 115 чоловік на 2006 рік. Займає площу 5511,035 км². Густота населення — 44,8 чол./км².

## Склад мікрорегіону
До складу мікрорегіону включені наступні муніципалітети:
1. Бон-Жезус-ду-Галью
2. Бугрі
3. Каратінга
4. Коррегу-Нову
5. Дон-Каваті
6. Ентрі-Фольяс
7. Іапу
8. Імбе-ді-Мінас
9. Іньяпін
10. Іпаба
11. П"єдаді-ді-Каратінга
12. Пінгу-д'Агуа
13. Санта-Барбара-ду-Лесті
14. Санта-Ріта-ді-Мінас
15. Сан-Домінгус-дас-Доріс
16. Сан-Жуан-ду-Орієнті
17. Сан-Себастьян-ду-Анта
18. Тарумірін
19. Убапоранга
20. Варжен-Алегрі

| Бразилія | Це незавершена стаття з географії Бразилії. Ви можете допомогти проєкту, виправивши або дописавши її. |